# فلينت محقق الزمن
فلينت محقق الزمن مسلسل أنمي ياباني من إنتاج إستديو مجموعة تي.إي.سي . عرض المسلسل لأول مره في 1 أكتوبر 1998 واستمر عرضه حتى 24 يونيو 1999. تمت دبلجة المسلسل للعربية.

## القصة
تتحدث القصة عن المستقبل و بالتحديد القرن الخامس و العشرين حيث أصبح بإمكان البشر السفر عبر الزمن و ذلك بسبب ملك أرض الزمان الذي اعطاهم الخبرة و القدرة بمساعدة من مخلوقات تسمى ب (محول الزمن) التي لها قدرات ذاتية للسفر عبر الزمن و مهارات سحرية خاصة، يأتي يوم فتتبعثر هذه الكائنات بين الزمان و المكان مما يجعل ملك أرض الزمان يأمر (شرطة الزمن) بإسترجاعهم و حمايتهم من لصوص الزمن أمثال الشريرة (بترافينا) و هنا يأتي دور فتى الكهف (فلينت) الذي عينه الملك محقق للزمن و والده الذي أصبح مطرقه حجريه بسبب الشريرة (بترافينا) ليستعدوا (محولي الزمن).

## روابط خارجية
- فلينت محقق الزمن على موقع IMDb (الإنجليزية)
- فلينت محقق الزمن على موقع فيلمافينيتي (الإسبانية)
- فلينت محقق الزمن على موقع كينوبويسك (الروسية)
- فلينت محقق الزمن على موقع ألو سيني (الفرنسية)
- فلينت محقق الزمن على موقع قاعدة بيانات الفيلم (الإنجليزية)
- فلينت محقق الزمن على موقع ANN anime (الإنجليزية)
- فلينت محقق الزمن على موقع ANN manga (الإنجليزية)